# Тюлькой
Тюлько́й (рос. Тюлькой, чув. Çĕнĕ Туçа) — присілок у складі Канаського району Чувашії, Росія. Входить до складу Середньокібецького сільського поселення.
Населення — 55 осіб (2010; 68 у 2002).
Національний склад:
- чуваші — 97 %